# Palau de Linares

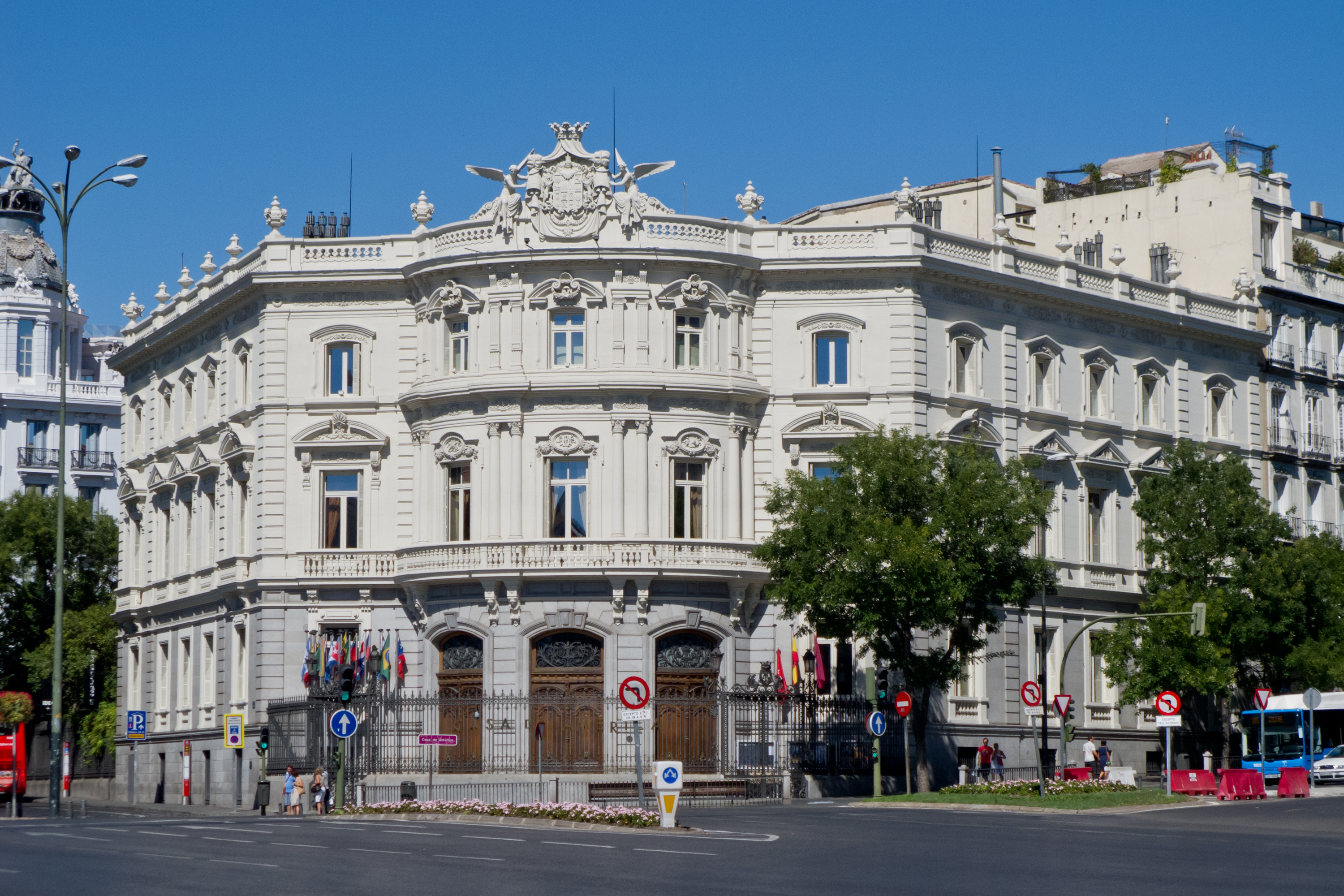
Palau de Linares

El Palau de Linares, conegut en els seus primers anys com el Palau de Murga, es troba a Madrid, situat entre el passeig de Recoletos i el carrer d'Alcalá, obrint la seva façana principal a la plaça de Cibeles, en els terrenys dels antics Molinos de Plata i del Pósito Real de Madrid.

## Construcció
José de Murga y Reolid, primer marqués de Linares i primer vescomte de Llanteno, comprà el solar, de 3.064 metres quadrats, l'any 1872 a l'Ajuntament de Madrid. Encomanà les obres a l'arquitecte municipal Carlos Colubí el 1877, seguint els dissenys de l'arquitecte francés Adolf Ombrecht.
Els marquesos de Linares es van mudar a l'edifici el 1884, tot i que les obres no hi finalitzaren definitivament fins al 1900.

## Decoració
L'edifici es caracteritza per la seva bella fàbrica i qualitat dels seus materials. La decoració s'inspira en l'estil Segon Imperi francés: tapissos de la Fàbrica de Gobelinos, sostres decorats amb abundants pintures mitològiques, terres de fustes exòtiques, llums francesos, catifes de la Real Fábrica de Tapices, sedes de la Xina pel saló oriental...
El Palau inclou obres d'Alejandro Ferrant, Francisco Pradilla, Manuel Domínguez, Jeroni Suñol, Casto Plasencia, Francisco Amérigo i Valeriano Domínguez Bécquer.
Com a curiositat cal dir que l'edifici no comptava amb cuina, perquè els marquesos de Linares preferien fer-se portar el menjar des d'un típic restaurant madrileny.

## Propietaris
Després de la mort dels marquesos de Linares, el Palau fou heretat per Raimunda Avecilla y Aguado, comtessa de Villapadierna, fillola dels marquesos i filla del seu administrador, Federico Avecilla Delgado.
Amb el pas dels anys i després de sofrir la Guerra Civil espanyola, el palau estigué a punt de ser enderrocat, però, fou declarat Monument Històric Artístic el 1976, fet que el salvà d'una desaparició quasi segura.
Malgrat passar per diferents propietaris com la companyia marítima Transmediterránea, la Confederación Española de Cajas de Ahorro, l'Ajuntament de Madrid o l'industrial Emiliano Revilla, el palau restà sense ús i tancat quasi un segle, fet que ha permés que la seva decoració i mobiliari arribessin intactes als nostres dies.

## Casa de América
El 1992, coincidint amb els actes del Cinquè Centenari de l'arribada a Amèrica de Cristòfor Colom i de la capitalitat cultural europea de Madrid, el Palau de Linares es reobrí com a Casa de América, un centre destinat a l'intercanvi cultural entre Espanya i Amèrica, organitzant-s'hi nombroses exposicions, debats i conferències.